# Cerro del Medio
Der Cerro del Medio ist ein Berg in Uruguay.
Er befindet sich im Departamento Rivera. Der 221 m hohe Berg gehört dabei zu einer Gruppe dreier abgeflachter Hügel namens Tres Cerros del Cuñapirú in der Hügelkette Cuchilla de Haedo.